# Górzak stokowy
Górzak stokowy (Alticola roylei) – gatunek ssaka z podrodziny karczowników (Arvicolinae) w obrębie rodziny chomikowatych (Cricetidae).

## Zasięg występowania
Górzak stokowy występuje w północno-zachodnich Indiach (Himachal Pradesh i Uttarakhand) oraz zachodnim Nepalu.

## Taksonomia
Gatunek po raz pierwszy zgodnie z zasadami nazewnictwa binominalnego opisał w 1842 roku brytyjski zoolog John Edward Gray nadając mu nazwę Arvicola roylei. Holotyp pochodził z Kaszmiru, w Indiach.
Dawniej do tego gatunku włączany były A. argentatus, A. montosus, A. albicauda, A. semicanus, A. tuvinicus i A. olchonensis, przez co A. roylei był uznawany za najszerzej rozpowszechniony gatunek z rodzaju Alticola w środkowej Azji. Autorzy Illustrated Checklist of the Mammals of the World uznają ten takson za gatunek monotypowy.

### Etymologia
- Alticola: łac. altus „wysoki” (tj. średniogórze, góra), od alere „żywić”; -cola „mieszkaniec”, od colere „zamieszkiwać”[9].
- roylei: dr. John Forbes Royle (1799–1858), urodzony w Indiach brytyjski botanik[10].

## Morfologia
Długość ciała (bez ogona) 91–117 mm, długość ogona 29–48 mm; brak dostępnych danych dotyczących masy ciała.

## Biologia
Gatunek ten zamieszkuje zachodnie Himalaje. Jest to gatunek górski, występuje od 2500 do 4300 m n.p.m. Prowadzi dzienny, kolonijny tryb życia, jest roślinożercą. Zamieszkuje tereny skaliste od górnej granicy lasu po granicę wiecznego śniegu.

## Populacja
Jest uznawany za gatunek bliski zagrożenia, grozi mu nadmierny wypas trzody i osadnictwo ludzkie. Populacja maleje w związku z utratą i zmianami środowiska. Gryzonie te występują m.in. w Parku Narodowym Nanda Devi.